# Armeense rapsodie nr. 3
De Armeense rapsodie nr. 3 is een compositie van de Armeens/Schotse componist Alan Hovhaness. Het werk is gebaseerd op Armeense volksliedjes, een navolging van Béla Bartók en Zoltán Kodály, die dat met Hongaarse liederen deden. De componist verzorgde zelf de eerste uitvoering in Boston met een amateurorkest, dat hijzelf had opgericht. Het eerste concert met dat ensemble bevatte een tweetal liederen "Mijn hart is vernietigd" (Sird im sasani) en "Bij de fontein" (Bagh aghpiuri mod). Deze twee melodieën smolt de componist aaneen door een volksliedje dat hij zijn vader weleens hoorde zingen. De rapsodie behandelde de geschiedenis van Armenië in vogelvlucht:
1. Cry of the soul of the Armenian People
2. Harp of exile whispers, softly touched in a distant land
3. Dream of village fountain, fleeting, dissolving into nothing.

De andere Armeense rapsodieën zijn:
- Armeense rapsodie nr. 1 (opus 45) en
- Armeense rapsodie nr. 2 (opus 51).

## Orkestratie
- violen, altviolen, celli, contrabassen

## Discografie
- Uitgave Crystal Records: de componist met het Royal Philharmonic Orchestra; een opname uit 1971 voor Poseidon.
- Uitgave Koch International: Seattle Symphony o.l.v. Gerard Schwarz; een opnamen uit juni 1996 (niet meer verkrijgbaar)
- Uitgave Dorian: Kenny Stratton met de Bratislava Staatphilharmonie; een opname uit 1997.